# Посанко
Посанко (ісп. Pozanco) — муніципалітет в Іспанії, у складі автономної спільноти Кастилія-і-Леон, у провінції Авіла. Населення — 65 осіб (2010).
Муніципалітет розташований на відстані близько 90 км на північний захід від Мадрида, 16 км на північ від Авіли.

## Демографія
Динаміка населення (INE ):